# Familia Lackfi
Lackfi a fost o familie de origine maghiară de viță nobilă din Transilvania. Ea a dat Transilvaniei șase voievozi: Ștefan Lackfi, Andrei Lackfi, Dionisie Lackfi, Nicolae Lackfi, Emeric Lackfi și Ștefan Lackfi al II-lea. Această familie a fost subordonată Ungariei. Unii membri ai acestei familii au dus campanii în Moldova și Țara Românească. O Maria Lackfi era soția lui Nicolae Alexandru, și mama lui Vladislav I.